# Polydymite
La polydymite, Ni2+Ni23+S4, est un minéral supergène, sulfure de nickel du groupe du thiospinelle, issu de la dégradation de la pentlandite primaire, sulfure de fer et de nickel.
La polydymite cristallise dans le système cubique (isométrique), avec une dureté de 4,5 à 5,5 et une densité d'environ 4, sa couleur est gris violet foncé à rouge cuivre, souvent avec du vert-de-gris et une patine provenant des sulfures de cuivre et d'arsenic associés, et se présente en couches amorphes à massives dans des lithologies saprolites inférieures ultramafiques. 
La polydymite est l'équivalent nickel pur de la violarite FeNi2S4 et dans de nombreux cas ces deux minéraux se forment ensemble, potentiellement en solution solide.
Les contaminants communs de la polydymite sont le cobalt et le fer. La polydymite forme une série avec la linnaéite,  Co+2Co+32S4.

## Paragenèse
La polydymite est formée par l'oxydation d'assemblages primaires de sulfures dans des minéralisations de sulfure de nickel. Le processus de formation met en jeu l'oxydation de Ni2+ et de Fe2+ qui sont contenus dans l'assemblage primaire pentlandite-pyrrhotite-pyrite.
L'oxydation prolongée de la polydymite conduit au replacement par la goethite et la formation d'un chapeau de fer, le nickel tendant à rester en tant qu'impureté dans la goethite ou dans l'hématite, ou rarement en minéraux carbonatés.

## Occurrence
La polydymite se trouve couramment dans le régolithe oxydé situé au-dessus de gisements de sulfure de nickel primaire. Elle est moins commune que la violarite apparentée, à cause de la teneur élevée en fer de la plupart des sulfures primaires.

### Importance économique
La polydymite est un important minerai de transition dans beaucoup de mines de sulfure de nickel, car il a une teneur en nickel élevée (Ni% par rapport au total du sulfure) et occupe une position au sein du profil minéralisé telle qu'il doit être extrait afin de parvenir jusqu'à la minéralisation primaire (hypogène) plus rentable.